# Anisozyga subnigrata
Anisozyga subnigrata är en fjärilsart som beskrevs av W. Warren 1907. Anisozyga subnigrata ingår i släktet Anisozyga och familjen mätare. Inga underarter finns listade i Catalogue of Life.